# Bauhinia fabrilis
Bauhinia fabrilis är en ärtväxtart som först beskrevs av De Wit, och fick sitt nu gällande namn av K. och Supee Saksuwan Larsen. Bauhinia fabrilis ingår i släktet Bauhinia och familjen ärtväxter. Inga underarter finns listade i Catalogue of Life.